# لئونارد اورنستاین
لئونارد اورنستاین (هلندی: Leonard Ornstein؛ زاده ۱۲ نوامبر ۱۸۸۰ درگذشته ۲۰ مهٔ ۱۹۴۱) یک فیزیک‌دان اهل هلند بود. اورنستاین از دانشگاه لیدن فارغ‌التحصیل شد. وی عضو فرهنگستان سلطنتی هنر و علوم هلند بود.